# Jean Stapleton
Jean Stapleton (Manhattan, 19 de janeiro de 1923 — Nova York, 31 de maio de 2013) foi uma atriz estadunidense. Ela era mais conhecida por sua performance como Edith Bunker na comédia All in the Family, papel que lhe rendeu três Emmys e dois Globos de Ouro de melhor atriz.